# Dupontia fisheri
Dupontia fisheri — вид трав'янистих рослин з монотипного роду Dupontia родини тонконогові (Poaceae), поширений в арктичних областях Північної Америки й Азії. У Європі вид зростає на архіпелазі Шпіцберген — Норвегія й північний схід європейської частини Росії.

## Таксономічні примітки
Dupontia, ймовірно, монотипний рід, тобто містить один вид — D. fisheri. Однак, принаймні, три види були описані: D. fisheri s. str., D. pelligera, D. psilosantha. Рід один з дуже небагатьох майже виключно арктичний рід судинних рослин, але, звичайно, гібридогенний. Є деякі особливості щодо числа хромосом і плоїдності в Dupontia.

## Опис
Це багаторічні килимотвірні трав'янисті рослини, які формують великі килими, завдяки горизонтальним кореневищам з білими гілками; як правило, гілки кореневищ завдовжки (3)5–8(10) см між повітряними пагонами. Стебла 10–20(30) см, прямі, гладкі, товсті (0.8–1.5 мм завширшки над «стяговим» листом, 1.5–3 мм — нижче нього). Основи стебел оточені пазухами листя минулих років. Стебла й листки часто з сильними домішками багрового або лілового кольору. Листки плоскі або складені зі слабко кілеватою серединною жилкою й численними бічними жилками злегка піднятими на верхній поверхні, гладкі. Прикореневі листки 3–10(12) см завдовжки й 1–2 мм завширшки, звужуються поблизу вершини. Стеблових листків 1–3, подібні до прикореневих, але чітко ширші, 2–3(4) мм. Найбільш верхній, «стяговий листок» з пластиною 2–4 см завдовжки, прикріплений на рівні або нижче середини добре розвиненого стебла. Лігули короткі, 1(2) мм, усічені, з бахромою.
Одиниці суцвіття Poaceae — колоски, майже завжди численні в волотях або колосовидих суцвіттях. Колоски складаються з 2-х лусок (приквітки для колоска) і одної або кількох квіток. Квітки містять леми (нижні квіткові луски) і верхні квіткові луски.
Суцвіття — вузько подовжені волоті, 3–8(10) см завдовжки, з прямостійними гілками (рідко розлогими). Волоть займає близько 1/3 довжини стебла, з 6–10 вузлами, самий нижній вузол на значній відстані (33–40 % від всієї довжини волоті) від наступного вузла. Гілок суцвіть 3–5, гладкі, найдовша — 20–40 мм, кожна гілка з 1–3 колосками в їх дистальних частинах. Колоски 5–7 × 2–3 мм, як правило, з 1–4 квітками (але тільки 1–2 функціональні). Приквітки (луски й леми) з закругленими спинками й чіткою серединною жилкою й 2 нечіткими бічними жилками. Колоскові луски однакової довжини, 5–7 мм, від яйцевидих до ланцетних, загострені, голі, гладкі й блискучі, лілові чи багрові в нижній і центральній частинах, але з вузькою або більш часто широкою золотисто-жовтою й напівпрозорою вершинною частиною та краями; серединна жилка чорна або майже чорна, контрастує рештою луски. Забарвлення лусок (і лем, якщо їх видно) і серединних жилок — хороші характеристики для розпізнавання виду. Леми 3–5 мм, з кількома більш-менш помітними жилками, ланцетні, гострі або тупі (і часто з бахромою) такого ж забарвлення що й колоскові луски й від рідко до помірно волосисті. Верхні квіткові луски з широким напівпрозорим, гладкі або злегка шорсткі на кілях, коротші, ніж леми. Пиляки лілові, вузькі, 2–3(3.5) мм. У більшості популяцій пиляки добре розвинені, в деяких популяціях вони зморщені, жовті й, очевидно, не функціональні. Плоди — однонасінні сім'янки. 2n= 28 (4x).

## Відтворення
Статеве розмноження насінням. Ефективне локальне вегетативне розширення клоновими поростями, що може привести до утворення (фізіологічно) нових особин, коли рослинний килим фрагментується рухом морозного ґрунту (кріотурбація), ерозією, повінню або іншим інцидентом. Вітрозапильний вид. Плоди поширюються по воді й птахами. Можна припустити, що птахи можуть поширювати фрагменти пагонів на більш короткі відстані.

## Поширення
Рослини досить поширені в більшості арктичних регіонів (Канада, Аляска, Сибір), але рідкісні в Ґренландії. Вони також відсутні на півночі Росії на захід від Білого моря і на північному заході Європи, однак, присутні на Шпіцбергені й північний схід європейської частини Росії.
Типовий житель осадових рівнин і дрібних боліт на дрібнозернистих субстратах; вимагає постійної вологи або просочування, але, як правило, не росте під водою. Байдужий до реакції ґрунту (рН), але завжди зростає в місцях, де є велика кількість ґрунтових вод з річок, снігу або танення вічної мерзлоти. Рівень мінеральних поживних речовин там, ймовірно, достатній.